# Orion Volleybal Doetinchem
Orion Volleybal Doetinchem – holenderski męski klub siatkarski z Doetinchem założony w 1969 roku. Obecnie występuje w Eredivisie.

## Nazwy klubu
- 1969–1977 – SV Orion
- 1977–1981 – Quick Orion
- 1981–1985 – Ubbink Orion
- 1985–1988 – Mepal Orion
- 1988–1989 – SV Orion
- 1989–1992 – Normis Orion
- 1992–1998 – Langhenkel Orion
- 1998–2002 – Nefit Orion
- 2002–2003 – Langhenkel Orion
- 2003–2004 – Protect Eye Orion
- 2004–2009 – D·O·C· STAP Orion
- 2009–2012 – Langhenkel Volley
- 2012–2013 – Orion Volleybal
- 2013 – FirmX Orion
- 2013–2014 – Orion Volleybal
- 2014–2015 – Wenters Sports Orion
- 2015–2018 – Seesing Personeel Orion
- 2018–2019 – Achterhoek Orion
- 2019-2024 – Active Living Orion
- od 2024 – Orion Stars

## Historia
Orion Volleybal Doetinchem założony został 5 września 1969 roku.
W styczniu 2013 roku głównym sponsorem klubu została firma FirmX. Okazało się, iż firma nie była w stanie wypełnić swoich zobowiązań sponsorskich, co skutkowało tym, iż w sierpniu 2013 roku stowarzyszenie Top Volleybal Orion posiadające licencję na grę zespołu w Eredivisie ogłosiło upadłość. Klub sportowy Langhenkel Orion jednakże nadal istniał i podjął starania o uzyskanie od Holenderskiego Związku Piłki Siatkowej (Nevobo) nowej licencji. Ostatecznie porozumienie między klubem a Nevobo zawarte zostało 1 października. Na jego podstawie w sezonie 2013/2014 Orion nie dostał licencji na grę w Eredivisie, jednak Związek zapewnił, że po wypełnieniu określonych warunków otrzyma licencję na następny sezon. Nevobo dopuścił zespół do gry w europejskich pucharach, w meczu o Superpuchar Holandii oraz w rozgrywkach o Puchar Holandii.
W sezonie 2013/2014 Orion przeniósł się z dotychczasowej hali Rozengaarde do nowo powstałej Topsporthal Achterhoek.

## Bilans sezonów
| Sezon     | Rozgrywki ligowe | Rozgrywki ligowe | Puchar Holandii | Puchary europejskie              | Puchary europejskie |
| Sezon     | Poziom           | Miejsce          | Puchar Holandii | Rozgrywki klubowe                | Osiągnięcie         |
| --------- | ---------------- | ---------------- | --------------- | -------------------------------- | ------------------- |
| 1969/1970 | 3e divisie       | ?                |                 |                                  |                     |
| ...       |                  |                  |                 |                                  |                     |
| 1974/1975 | 3e divisie       | 1. miejsce       | ?               |                                  |                     |
| 1975/1976 | 2e divisie       | 1. miejsce       | ?               |                                  |                     |
| 1976/1977 | 1e divisie       | 1. miejsce       | ?               |                                  |                     |
| 1977/1978 | Eredivisie       | 5. miejsce       | ?               |                                  |                     |
| 1978/1979 | Eredivisie       | ?                | 1. miejsce      |                                  |                     |
| 1979/1980 | Eredivisie       | ?                | ?               | Puchar Europy Zdobywców Pucharów | 1/8 finału          |
| 1980/1981 | Eredivisie       | ?                | 2. miejsce      |                                  |                     |
| 1981/1982 | Eredivisie       | 2. miejsce       | ?               | Puchar Europy Zdobywców Pucharów | 1/8 finału          |
| 1982/1983 | Eredivisie       | ?                | ?               | Puchar CEV                       | 2. miejsce          |
| 1983/1984 | Eredivisie       | 5. miejsce       | ?               | Puchar CEV                       | 1/8 finału          |
| 1984/1985 | Eredivisie       | 4. miejsce       | 2. miejsce      |                                  |                     |
| 1985/1986 | Eredivisie       | 6. miejsce       | ?               | Puchar Europy Zdobywców Pucharów | runda wstępna       |
| 1986/1987 | Eredivisie       | ?                | ?               |                                  |                     |
| 1987/1988 | Eredivisie       | ?                | ?               | Puchar CEV                       | II runda            |
| 1988/1989 | Eredivisie       | 3. miejsce       | ?               |                                  |                     |
| 1989/1990 | Eredivisie       | 3. miejsce       | 2. miejsce      | Puchar CEV                       | II runda            |
| 1990/1991 | Eredivisie       | 8. miejsce       | ?               | Puchar Europy Zdobywców Pucharów | I runda             |
| 1991/1992 | Eredivisie       | ?                | ?               |                                  |                     |
| ...       |                  |                  |                 |                                  |                     |
| 1999/2000 | 1e divisie       | 1. miejsce       | ?               |                                  |                     |
| 2000/2001 | Eredivisie       | 6. miejsce       | ?               |                                  |                     |
| 2001/2002 | Eredivisie       | 5. miejsce       | 1/8 finału      |                                  |                     |
| 2002/2003 | Eredivisie       | 7. miejsce       | 1/8 finału      |                                  |                     |
| 2003/2004 | Eredivisie       | 5. miejsce       | ćwierćfinał     |                                  |                     |
| 2004/2005 | Eredivisie       | 4. miejsce       | ?               |                                  |                     |
| 2005/2006 | Eredivisie       | 3. miejsce       | 2. miejsce      | Puchar CEV                       | faza główna         |
| 2006/2007 | Eredivisie       | 3. miejsce       | ?               | Puchar Top Teams                 | 1/8 finału          |
| 2007/2008 | Eredivisie       | 3. miejsce       | 2. miejsce      | Puchar Challenge                 | II runda            |
| 2008/2009 | Eredivisie       | 2. miejsce       | 2. miejsce      | Puchar Challenge                 | III runda           |
| 2009/2010 | Eredivisie       | 4. miejsce       | półfinał        | Puchar Challenge                 | III runda           |
| 2010/2011 | Eredivisie       | 2. miejsce       | 2. miejsce      | Puchar Challenge                 | II runda            |
| 2011/2012 | Eredivisie       | 1. miejsce       | 2. miejsce      | Puchar Challenge                 | III runda           |
| 2012/2013 | Eredivisie       | 5. miejsce       | 1. miejsce      | Puchar CEV                       | 1/16 finału         |
| 2012/2013 | Eredivisie       | 5. miejsce       | 1. miejsce      | Puchar Challenge                 | III runda           |
| 2013/2014 |                  |                  | ?               | Puchar CEV                       | 1/16 finału         |
| 2013/2014 | Puchar Challenge | III runda        | ?               |                                  |                     |
| 2014/2015 | Eredivisie       | 3. miejsce       | ?               |                                  |                     |
| 2015/2016 | Eredivisie       | 2. miejsce       | ?               | Puchar Challenge                 | 2. runda            |
| 2016/2017 | Eredivisie       | 2. miejsce       | 1. miejsce      |                                  |                     |
| 2017/2018 | Eredivisie       | 2. miejsce       | półfinał        | Puchar Challenge                 | 1/8 finału          |
| 2018/2019 | Eredivisie       | 1. miejsce       | ćwierćfinał     | Puchar CEV                       | 1/16 finału         |
| 2019/2020 | Eredivisie       | —                | półfinał        | Puchar CEV                       | 1/16 finału         |
| 2020/2021 | Eredivisie       | 3. miejsce       | półfinał        |                                  |                     |
| 2021/2022 | Eredivisie       | 2. miejsce       | 2. miejsce      | Puchar CEV                       | 1/8 finału          |
| 2022/2023 | Eredivisie       | 2. miejsce       | ćwierćfinał     | Puchar Challenge                 | ćwierćfinał         |
| 2023/2024 | Eredivisie       | 1. miejsce       | 1. miejsce      | Puchar Challenge                 | 1/16 finału         |
| 2024/2025 | Eredivisie       | 1. miejsce       | 1. miejsce      | Liga Mistrzów – kwalifikacje     | 3. runda            |
| 2024/2025 | Eredivisie       | 1. miejsce       | 1. miejsce      | Puchar CEV                       | 1/16 finału         |

Poziom rozgrywek:
     pierwszy poziom
     drugi poziom
     trzeci poziom
     czwarty poziom

## Sukcesy
Puchar Holandii:
- 1. miejsce (5x): 1979, 2013, 2017, 2024[4], 2025[5]

 Mistrzostwa Holandii:
- 1. miejsce (4x): 2012, 2019, 2024[6], 2025[7]
- 2. miejsce (8x): 1982, 2009, 2011, 2016, 2017, 2018, 2022[8], 2023
- 3. miejsce (7x): 1989, 1990, 2006, 2007, 2008, 2015, 2021

 Puchar CEV:
- 2. miejsce (1x): 1983

 Superpuchar Holandii:
- 1. miejsce (4x): 2006, 2011, 2019, 2024